# Kraševec
Kraševec je priimek več znanih Slovencev:
- Alojzij Kraševec (1882—1944), rimskokatoliški duhovnik, narodni in gospodarski delavec
- Borut Kraševec (*1966), fotograf in urednik
- Borut Kraševec (*1973), prevajalec, pisatelj
- Desanka Kraševec (*1926), prevajalka (Trst)
- Erna Kraševec Ravnik (*1952), sociologinja zdravstva in soc. varstva
- Eva Kraševec (*1986), dramaturginja, režiserka
- Ivanka Kraševec (*1941), pevka zabavne in narodnozabavne glasbe
- Janez Kraševec (*1933), zdravnik balneolog (otorinolaringolog in alergolog)
- Janez Kraševec, oficir SV
- Mateja Kraševec, redovnica
- Nada Kraševec (*196#?), biotehnologinja
- Viktor Kraševec (1904—1943), partizanski ostrostrelec
- Viktor Kraševec, metalurg?